# Escalante (Negros Ocidental)
Escalante é uma cidade de quarta classe de renda da cidade na província Negros Ocidental, nas Filipinas. De acordo com o censo de 1 maio  de  2020 possui uma população de 96 159 pessoas e 24 652 domicílios.